# Кобальтова гармата

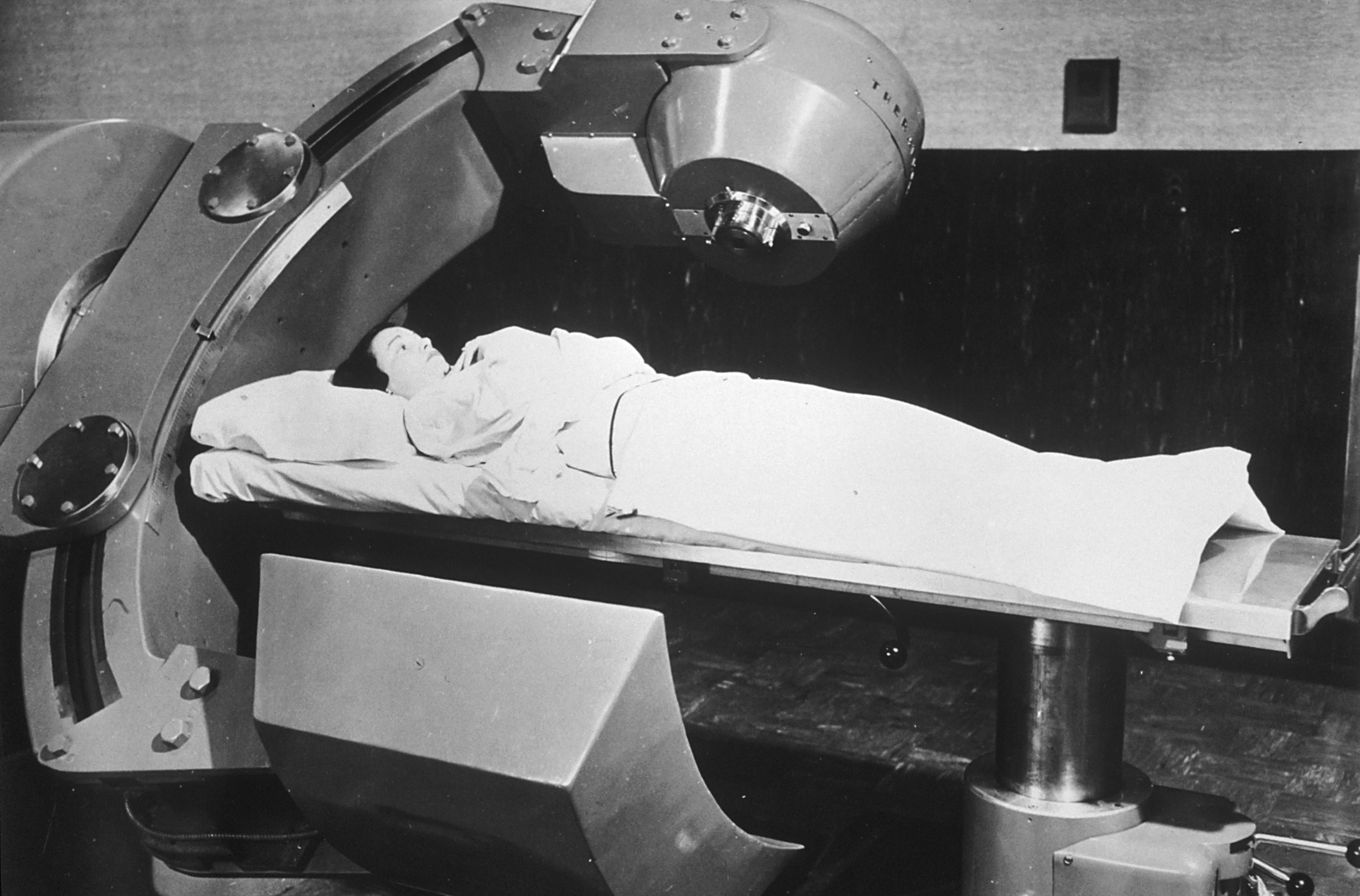
Пацієнтка проходить променеву терапію гамма-променями в кобальтовій гарматі

Кобальтова гармата — пристрій для медичного застосування гамма-променів радіоізотопу Кобальт-60, що використовується в лікуванні онкологічних захворювань. З 1950-х років Кобальт-60 широко використовується в променевих (телетерапевтичних) установках, що створюють пучок гамма-променів, спрямованих на тіло пацієнта для боротьби зі злоякісними утвореннями. Через високу ціну та необхідність в обслуговуванні кваліфікованим персоналом, вони були часто об'єднані в кобальтові модулі. Кобальтова терапія була революційним кроком в радіотерапії після Другої світової війни, але зараз заміщується іншими технологіями, такими як лінійні прискорювачі.